# Helicodontium kiusianum
Helicodontium kiusianum är en bladmossart som beskrevs av Taoda 1977. Helicodontium kiusianum ingår i släktet Helicodontium och familjen Fabroniaceae. Inga underarter finns listade i Catalogue of Life.